# Camila Bordonaba
Camila Bordonaba Roldán, née le 4 septembre 1984, est une actrice et chanteuse argentine. Elle est  notamment connue pour ses rôles dans Floricienta, Rebelde Way ou Atracción x4 ainsi que par sa participation au groupe de rock argentin Erreway.

## Biographie

### Enfance et formation
Elle est née le 4 septembre 1984 à Buenos Aires.

### Vie privée
Elle a eu une relation avec Benjamin Rojas 1999-2000. Ils ont rompu en 2004 et sont restés en contact. Elle a gardé un très bon contact avec ses ex-compagnons du succès Rebelde Way. Elle est la meilleure amie de Felipe Colombo et elle forme actuellement un couple avec un homme qui n'est pas du milieu artistique[réf. nécessaire].